# Институт математики имени Эйнштейна
Институт математики имени Эйнштейна (ивр. מָכוֹן אַייְנְשְׁטַייְן לְמָתֶמָטִיקָה‎) — центр научных исследований в области математики при Еврейском университете в Иерусалиме. Основан в 1925 году одновременно с открытием университета. Научный состав института включает лауреатов Нобелевской премии, Медали Филдса, Премии Вольфа и Премии Израиля.

## История
Примерно за год до официального открытия Еврейского университета американский филантроп еврейского происхождения Филип Ваттенберг (Philip Wattenberg) пожертвовал университету 190 000 долларов (3.2 миллиона долларов США по курсу в 2022 году) для открытия научно-исследовательского института имени физика-теоретика Альберта Эйнштейна.
Институт был основан в 1925 году. Инаугурационную лекцию по случаю открытия института прочитал математик, специалист по теории чисел Эдмунд Ландау. Его выступление стало первой лекцией по высшей математике, прочитанной на современном иврите. 
В 1928 году Институт переехал в здание Филипа Ваттенбрега (ныне оно является частью Estelle & Eugene Ferkauf Science Teaching Centre), спроектированное Бенджамином Чайкиным и Фрэнком Мирсом, где он оставался до потери Еврейским университетом доступа к горе Скопус в 1948 году.
Эдмунд Ландау был первым профессором математики в университете и вел переговоры о переводе частной библиотеки Феликса Клейна из Гёттингена в Иерусалим. Она послужила основой для новой математической библиотеки в Иерусалиме. Среди других первых преподавателей были Биньямин Амира, Авраам Френкель и Майкл Фекете. Преподаватели Иссаи Шур и Отто Тёплиц прибыли в Институт из Германии во время подъёма нацистского режима.
Израильский математический журнал был основан в институте в 1963 году как продолжение Бюллетеня Исследовательского совета Израиля (секция F). 
В 1969 году в институте было открыто подразделение информатики, которое в 1992 году стало независимым Институтом компьютерных наук, который стали частью Benin School of Computer Science and Engineering.